# Onze-Lieve-Vrouwekapel (Sint Odiliënberg)
De Onze-Lieve-Vrouwekapel is een kerkgebouw of kapel in Sint Odiliënberg in de gemeente Roerdalen in de Nederlandse provincie Limburg. De kapel staat aan de noordzijde van de Basiliek van de H.H. Wiro, Plechelmus en Otgerus, waarmee het een 'kerkentweeling' vormt. Beide gebouwen staan aan het Kerkplein op de Sint-Petrusberg, een kerk-/kapelberg, vlak bij de Roer. Rondom de kapel bevindt zich het kerkhof.
De kapel is een rijksmonument en is gewijd aan Onze-Lieve-Vrouw. Op het altaar staat een houten madonna, een zogenaamde Sedes Sapientiae.

## Geschiedenis
In de 11e of 12e eeuw werd een parochiekerk gebouwd, de tegenwoordige Onze-Lieve-Vrouwekapel, naast de kapittelkerk, de huidige basiliek. De kunsthistoricus Joseph Timmers opperde dat de kapel oorspronkelijk onderdeel was van de kloosterentree en later verbouwd werd tot kapel. Bij een bodemonderzoek na de Tweede Wereldoorlog zijn sporen gevonden van een zijbeuk, die later is afgebroken.
In 1631 vonden herstelwerkzaamheden plaats. Tot 1680 deed het gebouw dienst als parochiekerk. De huidige basiliek fungeerde als kloosterkerk van de sepulchrijnen. Toen dit klooster eind 17e eeuw werd opgeheven, verhuisde de parochie van de kapel naar de veel ruimere kloosterkerk.
In de 19e eeuw vond een restauratie plaats, waarbij de oostelijke aanbouw werd vernieuwd of toegevoegd. In 1949-1950 restaureerde men de in de Tweede Wereldoorlog opgelopen oorlogsschade van de kapel.

## Opbouw
De georiënteerde kapel is een eenbeukig rechthoekig gebouw met een vierkante oostelijke aanbouw in mergelsteen. Het is in de noordgevel opgetrokken in keien en blokken Kunradersteen met een dichtgemetselde arcade bestaande uit drie rondbogen op vierkante pijlers, de rest van het gebouw is in baksteen opgetrokken. De vensters zijn rondboogvensters.

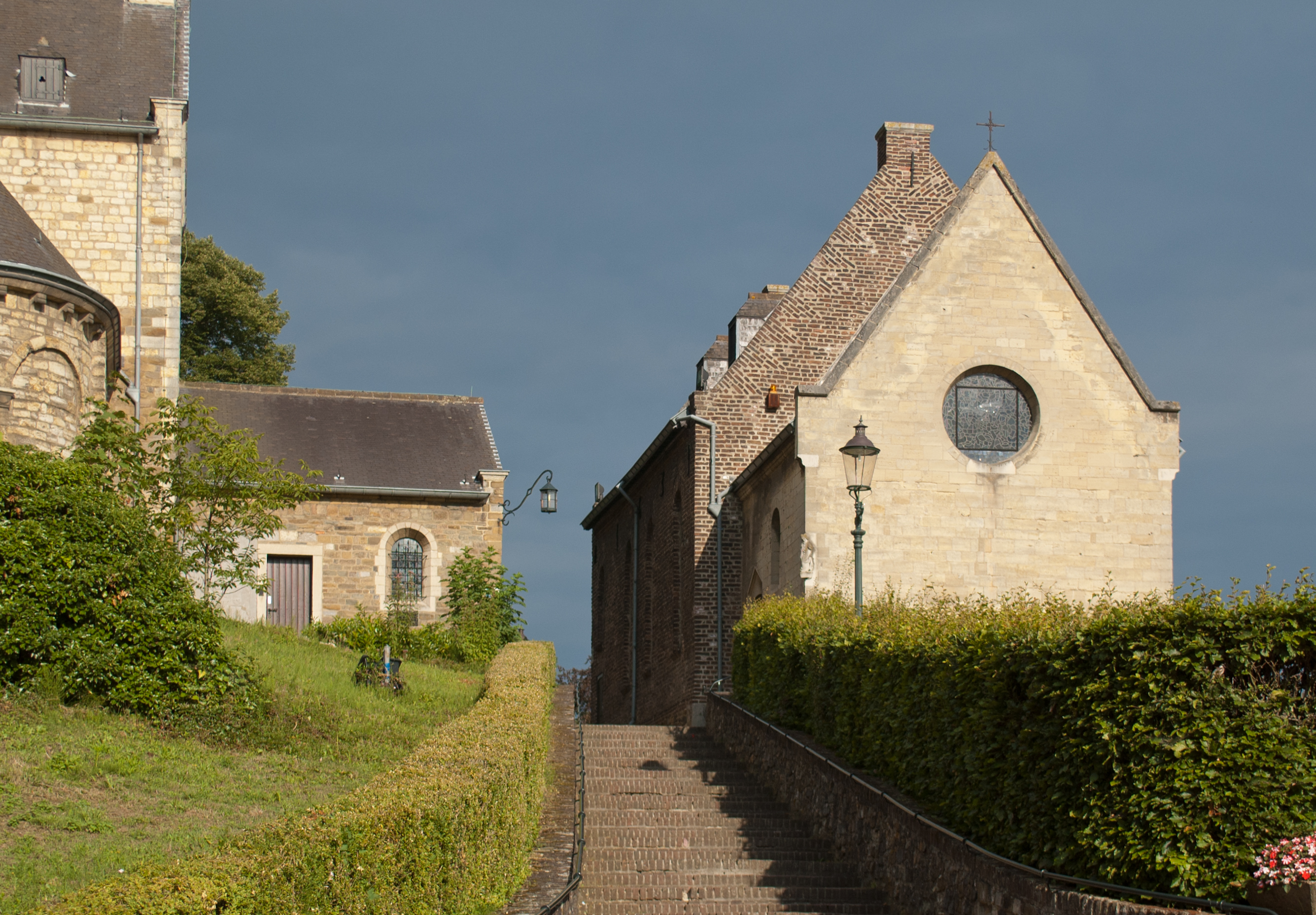
Oostzijde
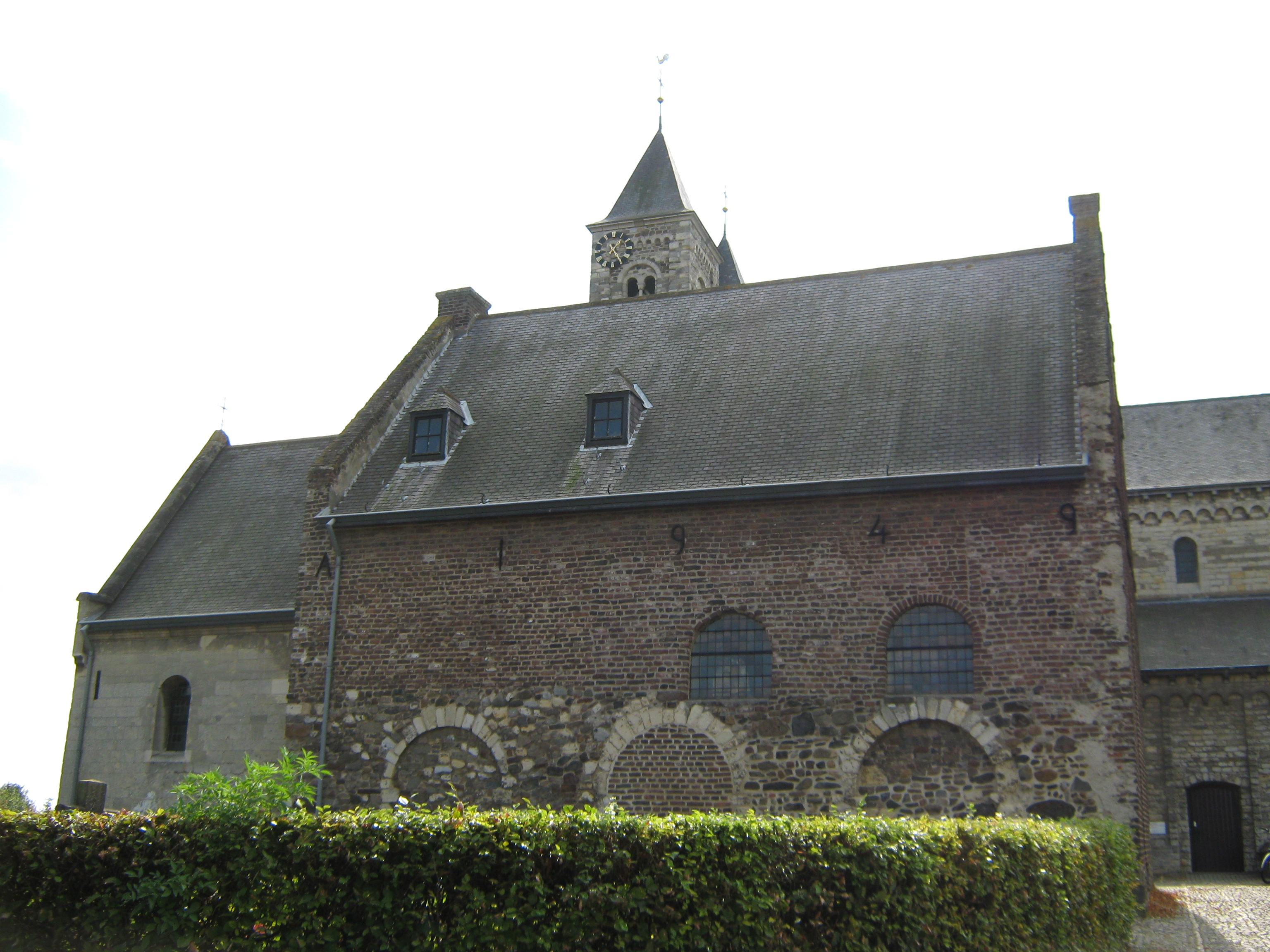
Noordgevel
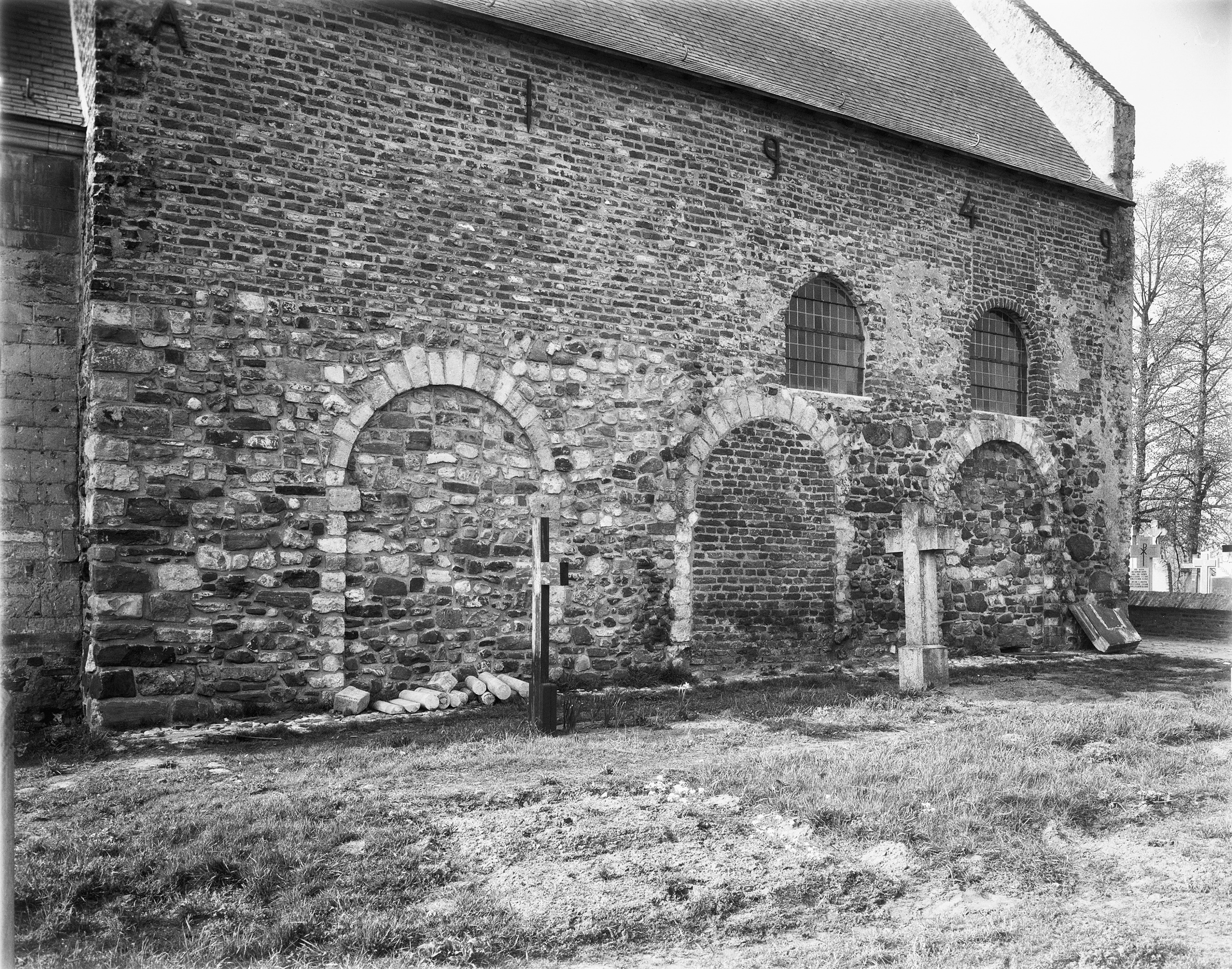
Noordmuur in 1952
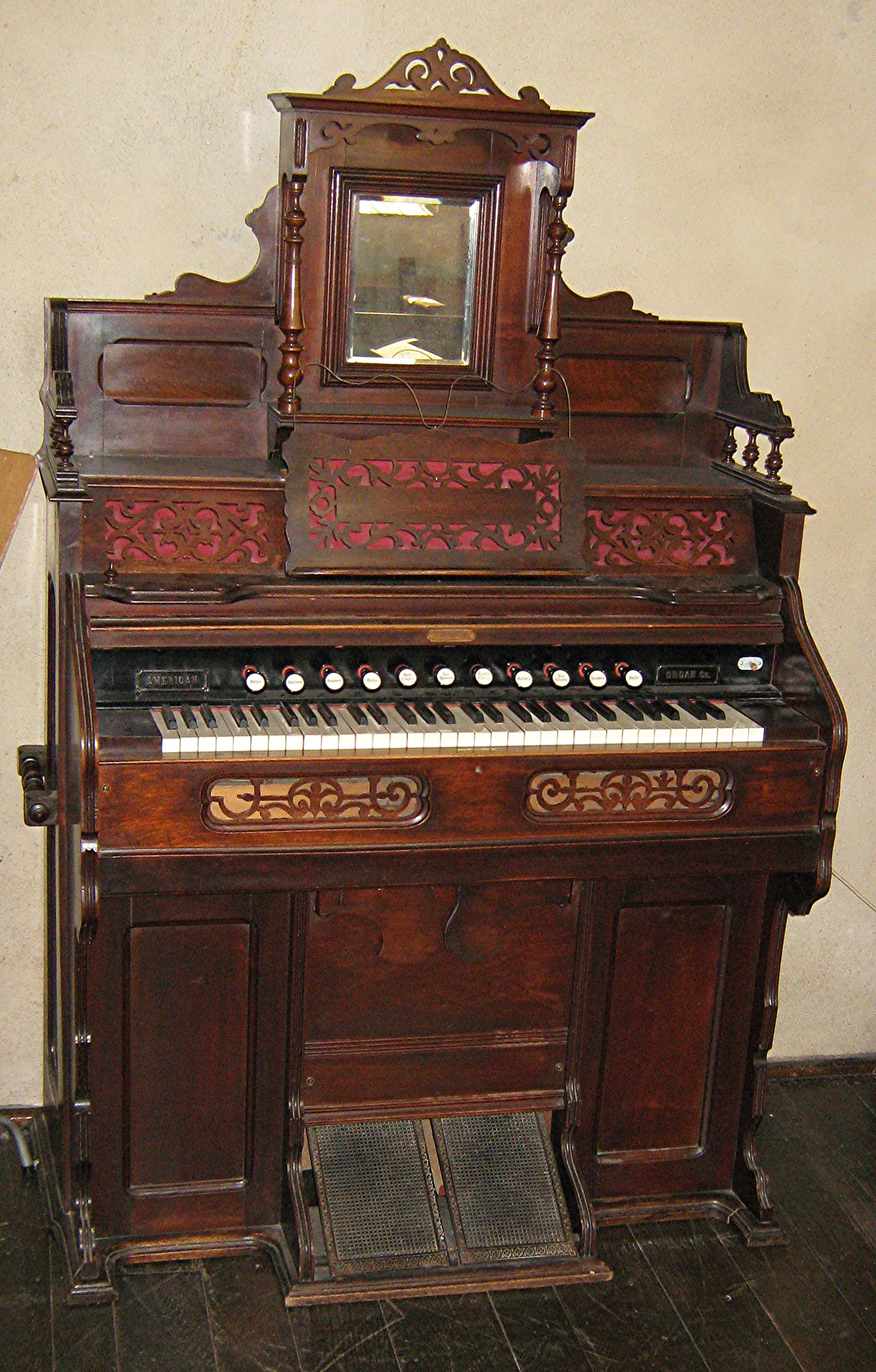
Orgel in de kapel